# 葉銘臻
葉銘臻（？—？），字維新，浙江慈人。明朝政治人物，同進士出身。

## 生平
永乐二年（1404年）登三甲第六十七名同進士，善詩文，擔任韓王府伴讀，后乞求歸。存有《居家集》。